# Ralph Barendse
Ralph Barendse (* 6. April 1977) ist ein niederländischer Trance-DJ und Musikproduzent aus Zwijndrecht. Er ist vor allem unter den Pseudonymen Ralphie B und Midway bekannt.

## Biographie
Ralph Barendse veröffentlichte seine erste Produktion 1999 unter dem Pseudonym Alpha Breed. Der Durchbruch erzielte er aber 2001 mit dem Song Massive, der die Aufmerksamkeit von Tiësto erhielt und infolge auf In Trance We Trust, einem Sublabel von Black Hole Recordings, veröffentlicht wurde. Die Single wurde ein großer Erfolg und wird heute als Trance-Klassiker angesehen. In der dritten Episode von Armin van Buurens Radiosendung A State of Trance wurde Massive auch zum Tune of the Week gewählt.
2002 startete Barendse ein neues Projekt unter dem Namen Midway. Die erste Single Monkey Forest war wiederum sehr erfolgreich. Es folgten noch einige weitere Songs und Remixe von Trance-Künstlern, wie Dario G, Misja Helsloot und Solarstone.
Im Jahr 2005 gründete Ralph Barendse zusammen mit Sander van Dien das Projekt First State und veröffentlichte eine gleichnamige Single bei In Trance We Trust. Sie erhielt viel Unterstützung von Tiësto und wurde schließlich ein großer Erfolg. In der Folge bezog das Duo ein gemeinsames Studio in Dordrecht und produzierte weitere Songs unter dem Namen First State und begleitete Tiësto auf seiner Tournee als Supporting Act. Im Juni 2006 erschien ihr Album Time Frame bei Black Hole Recordings.
Im Mai 2009 entschloss sich Barendse das Projekt First State zu verlassen und sich auf seine Solokarriere zu konzentrieren. Er veröffentlichte noch im selben Jahr mit What If eine weitere Single unter dem Namen Midway und 2010 folgte schließlich sein Debütalbum Equator.

## Diskografie

### Alben
- 2010: Midway – Equator

### Singles
- 1999: Alpha Breed – Beyond the Moon
- 2000: Alpha Breed – X-Pectation
- 2000: Alpha Breed – Epic Future
- 2000: Alpha Breed – Missing Link
- 2001: Alpha Breed – Enlightment
- 2001: Ralphie B – Massive
- 2001: Ralphie B – Disclosure
- 2002: Midway – Monkey Forest
- 2003: Midway – Amazon
- 2003: Midway – Inca
- 2006: Midway – Cobra
- 2009: Midway – What If
- 2011: Ralphie B – Bullfrog
- 2011: Ralphie B – Delphi
- 2011: Ralphie B – Epic Battle
- 2012: Ralphie B – Icarus
- 2012: Ralphie B – Demons Are Forever
- 2012: Ralphie B – Face Off
- 2012: Ralphie B – The Holy Grail
- 2013: Ralphie B – Ragnarok

### Remixe
- 2000: Inkfish – Orange Envelope
- 2002: Dario G – Heaven Is Closer
- 2002: Misja Helsloot – First Second
- 2003: Solarstone – Solarcoaster
- 2005: Solarstone – Eastern Sea
- 2006: Thomas Bronzwaer – Shadow World
- 2011: Armin van Buuren – These Silent Hearts